# Laurits Christian Tørsleff
Laurits Christian Tørsleff (deutsch auch Ludwig Christian Törsleff, * 15. Mai 1849 in Assens; † 21. September 1914 in München) war ein dänischer Sänger der Stimmlage Tenor und Gesangspädagoge.

## Leben und Werk
Laurits Christian Tørsleff war der Sohn eines Lehrers und absolvierte anfänglich eine kaufmännische Ausbildung in einer Schokoladenfabrik in Flensburg. Man entdeckte in dieser Zeit seine sympathische, wenn auch nicht allzu kräftige Tenorstimme. Er wurde am Kopenhagener Hoftheater engagiert und erhielt 1884 für weitere Ausbildungen ein Karlsbergstipendium. Er studierte nun in Florenz und kehrte 1885 mit „halbruinierter Stimme“ zurück.
Nach ein paar eher fraglichen Erfolgen gab er die Bühnenlaufbahn auf und widmete sich dem Beruf des Gesangslehrers. Von 1888 bis 1898 wirkte er in Leipzig, wo er durch die Gesangspädagogen Friedrich Wild († 1929) und Gustav Borchers (1865–1913) die Gesangslehrmethode nach Benno Müller-Brunow (1853–1890) kennenlernte, weiterentwickelte und für sich anwendete. 1898 ging er als Gesangslehrer nach Kopenhagen, hatte dort jedoch weniger Erfolg und siedelte deswegen 1902 nach München um.
Zu Tørsleffs Schülern gehörten Ejnar Forchhammer, Paul Knüpfer, Emil Holm, Margrethe Lendrop und Emilie Ulrich. Laurits Christian Tørsleff war seit 1875 mit seiner späteren Schülerin Maja Güldencrona-Tschöller verheiratet. Die Kinder Svend, Rignor und Gudrun traten 1914 als acht- bis zwölfjährige Tanzeleven erfolgreich bei den Münchner Kammerspielen auf. Von den älteren Kindern der Familie Törsleff wurde Hans Christian Tørsleff (1881–1962) Komponist und Katharina Flüggen (= Katharina Tørsleff) Konzertsängerin.
Laurits Christian Tørsleff starb im September 1914 an einer Kehlkopfkrebserkrankung in München.